# رندال میلر
رندال میلر (به انگلیسی: Randall Miller) (زاده ۲۴ ژوئیه ۱۹۶۲) کارگردان، تهیه‌کننده، فیلم‌نامه‌نویس، تدوین‌گر و بازیگر آمریکایی است. او کارگردانی بطری شوک، سی‌بی‌جی‌بی، مدرسه رقص و جذابیت تالار رقص مرلین هاچکیس پسر نوبل، ششمین انسان، مهمان خانه و قانون طبقاتی را برعهده داشت و ساوانا را نیز تهیه کرد. او در فیلم شوک بطری بازی کرده است.
در سال ۲۰۱۵ میلر ادعای بی‌گناهی خود را در مورد مرگ سارا جونز، عضو گروه فیلمبرداری تصادف قطار، لغو کرد تا همسرش را از زندان دور نگه دارد. خانم جونز، دستیار فیلمبردار ۲۷ ساله، در ۲۰ فوریه ۲۰۱۴ هنگامی که یک قطار باری CSX به‌طور ناگهانی روی ریل‌هایی ظاهر شد که در آن خدمه فیلمبرداری در حال راه اندازی یک قطار بودند و فیلمبرداری می‌کردند، کشته شد و دیگران از جمله آقای میلر مجروح شدند. نام فیلم سوار نیمه‌شب بود که او کارگردانی و تهیه کنندگی آن را بر عهده داشت. میلر یک سال را در زندان سپری کرد و در حال گذراندن ۹ سال دوران تحت تعقیب و مراقبت است. میلر تنها کارگردان سینما در تاریخ است که در ایالات متحده به دلیل مرگ یکی از بازیگران یا خدمه فیلم محکوم شده است.